# Trentino-Južni Tirol
Trentino-Južni Tirol (njemački i ladinski: Trentino-Südtirol, talijanski: Trentino-Alto Adige) je autonomna regija u sjeveroistočnoj Italiji. Sastoji se od dva područja: Trentino (Autonomna pokrajina Trento), u kojem žive govornici talijanskog jezika i Južni Tirol (Autonomna pokrajna Bozen), u kojem žive govornici njemačkog jezika. Ovo područje je bilo dio Austro-Ugarske do talijanske aneksije 1919. godine. Područje se zvalo Venezia Tridentina između 1919. i 1947. godine.

## Povijest
Područje današnjeg Južnog Tirola su osvojili Rimljani 15. godine pr. Kr. Nakon pada Zapadnog Rimskog Carstva, područje su podijelili Lombardi (Salorno), Alemani (Val Venosta) i Bavarci (od Bozena do Brennera). Poslije stvaranja Kraljevine Italije pod Karlom Velikim, granica je sezala od Trenta, uključujući Bozen i Venostu, dok je Bavarsko Vojvodstvo dobilo ostatak teritorija.
Od 11. stoljeća nadalje, dijelom regije su upravljali princbiskupi Trenta i Brixena, kojima su vladari Svetog Rimskog Carstva dali velike moći na njihovim područjima ostatak je pripadao tirolskoj grofoviji. 1363. godine, njegova zadnja vladarica, Margareta od Gorice ga je predala Habsburgovcima. Regija je poprilično germanizirana u ranoj renesansi. Poznati pjesnici koji su pisali na njemačkom jeziku su bili iz ovog područja, kao: Walther von der Vogelweide i Oswald von Wolkenstein.
Dvije princobiskupije su 1803. Lunévillskim mirom dane Habsburgovcima. Dvije godine kasnije, nakon austrijskog poraza kod Austerlitza, regija je dana Napoleonovom savezniku Bavarskoj (Bratislavski mir, 1805. godine). Novi vladari su izazvali seljačku bunu, koju je vodio lokalni junak Andreas Hofer. Pobuna je ugušena 1809. Nakon Napoleonovog poraza, 1815. godine, regija je vraćena Austriji. Talijanski naziv Alto Adige je stvoren za vrijeme francuske okupacije.
Tijekom Prvog svjetskog rata, vodile su se velike bitke u Alpama između talijanskih i austrijskih snaga, a kontrola Južnog Tirola bila je strateški cilj. Propast austrijskih snaga je omogućila Italiji okupaciju, a poslije rata i pripajanje tog područja Sporazumom u Saint-Germainu.
Za vrijeme fašističkog režima Benita Mussolinija (od 1922. do 1943.), Južni Tirol je intenzivno prisilno talijaniziran i ime Tirol je zabranjeno, te se područje moralo oslovljavati kao "Venezia Tridentina". 1938. godine, Hitler i Mussolini su se dogovorili, da će njemačko govorno stanovništvo preseliti u neko područje pod njemačkom kontrolom, ali potpuno preseljenje nikad nije postignuto. Svejedno u ovom razdoblju su tisuće ljudi premješteno u Treći Reich, koji su se s velikim poteškoćama poslije rata vratili u matičnu zemlju.
1943. godine, poslije talijanske predaje Saveznicima, regiju okupira Njemačka. Regija je preorganizirana u "Alpenvorland" i stavljena pod upravu Gauleitera Franza Hofera. Regija je uz pokrajinu Belluno pripojena Nacističkoj Njemačkoj, sve do kraja rata. Talijanska vlast je ponovno preuzela regiju 1945. godine.
Za vrijeme donošenja novog talijanskog ustava, 1946. godine, Italija i Austrija su postigli dogovoru o davanju velike autonomije regiji. Ustav je stavljen na snagu od 1947. Njemački i talijanski su proglašeni službenim jezicima i njemački je ponovno dopušten u školama. Svejedno ovaj dogovor nije bio dostatan ni njemačkom govornom stanovništvu ni austrijskog vladi, pa je porasla napetost između dviju zemalja. Ovo pitanje je doneseno i pred UN, 1960. godine. Ponovni pregovori u 1961. godini su propali, zbog terorizma kojeg su počeli provoditi separatisti.
Dogovor je postignut 1971. godine, dogovoreno je da će sporove u Južnom Tirolu rješavati Međunarodni sud pravde u Haagu. Također je dogovorena velika autonomija regije i dogovor da se Austrija neće miješati u južnotirolske unutarnje poslove. Dogovor je bio zadovoljavajući i separatističke prijetnje su prestale. Položaj regije je poboljšan i ulaskom Austrije u EU, 1995. godine, što je poboljšalo međugraničnu suradnju.

## Zemljopis
Ova autonomna regija graniči s Austrijom na sjeveru, kao i s talijanskim regijama Lombardijom na zapadu i Veneto na jugu. Regija pokriva 13,619 km² izuzetno planinskog prostora Dolomita i južnih Alpa. Najprohodniji prolaz kroz Alpe, Brennerpass se nalazi na sjeveru regije, na granici s Austrijom.

## Gospodarstvo
Plodne doline regije omogućavaju proizvodnju vina, voća, mliječnih proizvoda i drveta. Industrijski se najviše proizvodi papir, kemikalije i metali. Regija je veliki izvoznik hidroelektrične energije. Turizam je vrlo važan za regiju, pogotovo skijaški turizam u dolini Gröden.

## Stanovništvo
U regiji živi oko 940 000 ljudi (460 000 u Južnom Tirolu i 480,000 u Trentu). Najviše etničke skupine su govornici talijanskog (oko 60%) i govornici njemačkog (oko 35%), s manjinom govornika ladinskog (5%). U Južnom Tirolu, većinski jezik je njemački (oko 68%) iako u glavnom mjestu Bozenu, tri četvrtine stanovništva govori talijanski.
U Trentinu, postoji mali broj govornika njemačkog jezika. Oni žive većinom u općini Lusern/Luserna i u četiri druge općine u dolini Bersntol/Mocheni. Također u regiji žive i govornici ladinskog u dolini Fassa. Nasuprot statusu u Južnom Tirolu u Trentinu manjinski jezici nisu zaštićeni.

## Vanjske poveznice
- Službena stranica na njemačkom i talijanskom
- Autonomija regije  Arhivirana inačica izvorne stranice od 2. travnja 2007. (Wayback Machine)
- www.suedtirol.info Turističke informacije
- Karta regije  Arhivirana inačica izvorne stranice od 22. listopada 2006. (Wayback Machine)
- ItalianVisits.com
- u regiji[neaktivna poveznica]
- Webkamere regije  Arhivirana inačica izvorne stranice od 22. svibnja 2006. (Wayback Machine)
- Fotografije[neaktivna poveznica]